# Buleora bombaram
Pour plus de détails, voir Fiche technique et Distribution.
Buleora bombaram (불어라 봄바람) est un film sud-coréen réalisé par Jang Hang-jun, sorti le 5 septembre 2003.

## Synopsis
Un écrivain, dont le père vient de mourir, voit débarquer dans sa vie une jeune serveuse de café qui s'installe dans une chambre de sa maison par suite d'une dette d'argent de son défunt père. Lui qui n'a que du mépris pour ce genre de personnage, décide de rembourser cette dette au plus vite mais pour cela il doit finir d'écrire son roman. L'inspiration pour écrire cette histoire d'amour ne venant pas, la solution se trouve peut être là où il n'aurait jamais pensé chercher, directement de cette jeune serveuse.

## Fiche technique
- Titre : Buleora bombaram
- Titre original : 불어라 봄바람
- Titre anglais : Spring Breeze
- Réalisation : Jang Hang-jun
- Scénario : Jang Hang-jun
- Production : Lee Kwang-su
- Musique : Yoon Jong-shin
- Photographie : Mun Yong-shik
- Montage : Ko Im-pyo
- Pays d'origine : Corée du Sud
- Format : Couleurs - 1,85:1 - Dolby Digital - 35 mm
- Genre : Comédie romantique
- Durée : 113 minutes
- Date de sortie : 5 septembre 2003 (Corée du Sud)

## Distribution
- Kim Seung-wu : Seon-guk
- Kim Jung-eun : Hwa-jeong
- Seong Ji-ru
- Byun Hee-bong
- Jang Hyun-sung (en)
- Kim Hye-ok (en)
- Kim Ki-cheon
- Kim Young-ok
- Kim Sung-kyum
- Jang Hang-jun